# Sceau des Îles Marshall

Sceau des Îles Marshall.

Le sceau des Îles Marshall sont de forme ronde. Un anneau rouge entoure une frange blanche et champ central d'azur qui sert de fond aux images du blason. Sur le champ d'azur, on peut voir un oiseau typique des îles. Derrière l'oiseau, on peut voir deux îles, une d'elles possède un palmier. Dans la partie inférieure, figure une carte marine.
Dans la frange blanche, dans sa partie supérieure, on peut lire : “Republic of Marshall Islands” (république des Îles Marshall) et en Marshallais “Jepilpin ke Ejukaan”, qui est la devise nationale du pays.